# Rytigynia kiwuensis
Rytigynia kiwuensis är en måreväxtart som först beskrevs av Kurt Krause, och fick sitt nu gällande namn av Robyns. Rytigynia kiwuensis ingår i släktet Rytigynia och familjen måreväxter. Inga underarter finns listade i Catalogue of Life.